# Hesudra bisecta
Hesudra bisecta is een vlinder uit de familie van de spinneruilen (Erebidae). De wetenschappelijke naam van deze soort is voor het eerst voorgesteld als Agylla bisecta door Lionel Walter Rothschild in een publicatie uit 1912.
De soort komt voor op Borneo.